# 勝利の旗

第5の「勝利の旗」。ドイツの国会議事堂の屋根に掲げられた。

勝利の旗（しょうりのはた、ロシア語: Знамя Победы）は、第二次世界大戦中の1945年5月1日、ソビエト連邦軍兵士によってベルリンのドイツの国会議事堂（独: Reichstagsgebäude）に掲げられたソビエト連邦の国旗を指している。

## 概要
ベルリンの戦いの最中に戦場という状況下でソ連陸軍兵士たちによって作成され、歴史的にソビエト人民のナチス・ドイツに対する勝利の公式の象徴とされている。ベルリンで掲げられるべく用意されたもののうち五番目に作られた旗で、戦闘を切り抜けた唯一の陸軍旗であった。
旗には キリル文字の文で「第1白ロシア戦線・第3突撃軍・第79狙撃軍団・第150イドリツァ名誉称号2等クトゥーゾフ勲章受章狙撃師団」と書かれており、旗を掲げた兵士たちの所属部隊を表している。
5月9日には第154プレオブラジェンスキー独立警備連隊のカラーガード (軍)が、特別に作成された勝利の旗のレプリカを赤の広場内で掲揚しながら行進する 。
2004年10月にはウクライナ解放60周年を祝うパレードに参加するため、「勝利の旗」がモスクワからキエフに持ち込まれた 。

## 2022年ロシアのウクライナ侵攻
ロシア政府によって「ウクライナのナチズムに対する戦い」が定義の一つとして掲げられた2022年ロシアのウクライナ侵攻の際には、勝利の旗が「ナチズム」に対する勝利、そしてロシア政府やロシア軍に対する支持表明の象徴として多用された。
侵攻中の4月28日には、ロシアの宇宙飛行士が国際宇宙ステーション外でスペース・ウォーク中に勝利の旗を掲げた。
侵攻開始後初めてロシア軍が制圧、占領した南部の都市ヘルソンでは、第二次世界大戦記念碑の旗掲揚ポールにレプリカが掲げられた。